# Project Silence
Project Silence — вдохновлённая трансом экспериментальная метал-группа из Куопио, Финляндия. Группа играет метал с влиянием транса, фрагментами дарк-электро, аггротеха и индастриала. Некоторые люди[кто?] относят группу к транс-металу.

## Участники
- Delacroix — вокал, синтезатор, программирование
- A (Aksu Mussalo)— гитара
- H (Henri Hakkarainen ) — бас-гитара
- S (Simo Ruotsalainen) — гитара (Moukka)
- Silve_R (Rieti Jauhiainen) — ударные (Virtuocity)

## Дискография

### Альбомы
- 424 (2012)
- Slave to the Machine (2016)

### мини-альбом
- Infinity (2018)

### Синглы
- «Darkness Around Us» (2008)
- «Voices» (2009)
- «Keeper (Disease remix)» (2013)
- «One Way to Hell» (2013)
- «Flesh of the God» (2015)
- «Infection» (2015)
- «Day of Reckoning» (2018)
- «Fallout» (2021)
- «Blood Moon» (2021)

### Демо
- Project Silence (2008)